# 王惠 (劉宋)
王惠（385年—426年），字令明，琅邪臨沂（今山東臨沂）人。東晉丞相王導曾孫。東晉束及南朝宋初年官員，在宋官至吏部尚書。

## 生平
王惠年輕而平易樸實，得叔父王謐賞識。王惠恬靜，不去結交其他人，亦無甚麼瑣碎事纏繞。陳郡謝氏名士謝瞻曾帶著兄弟眾人去造訪王惠，期間談論得很熱烈，文學歷史等學問夾雜其中，王惠都能夠應答，而且發言清晰，意義深遠，連有辯才的謝瞻等人都感慚愧而離去。時為東晉太尉的劉裕聽聞到這事，就特意問王惠堂兄王誕，王誕亦稱王惠是「後來秀令，鄙宗之美」，故劉裕就讓王惠行太尉參軍事，歷轉府主簿及從事中郎。後劉裕長子劉義符以征虜將軍建府，以王惠為征虜長史，後隨其轉中軍長史。
義熙十四年（418年），劉裕接受宋公爵位，以十郡建宋國，並應當設置郎中令，劉裕苦無人選，遂向傅亮表示人選不能比袁渙差，但不久就立即有了決定，那就是王惠。王惠後轉世子詹事，尚書，吳興太守等職。
宋少帝時，蔡廓因與當政的徐羨之有矛盾而不肯任吏部尚書，職位就改授予王惠，而王惠亦立即拜官。可是王惠在任內都沒有接待過來客，有人寫信去請求接見，信件都被丟在閣上，直至離職時，那官印都沒有動過。當時人遂認為雖然蔡廓和王惠在接受吏部尚書一職時行徑不同，但心意其實都是一様。
元嘉三年（426年），王惠去世，享年四十二歲。朝廷追贈太常。

## 性格特徵
王惠任中軍長史時，劉裕表兄劉懷敬將出任會稽內史，離開建康時有大很多人去送別他，王惠亦在其中。送別後王惠路過並拜訪堂弟王球，王球就問他：「最近看到了甚麼？」王惠答：「就只看見些迎合的人。」又一次王惠到曲水，突然風雨襲來，原本坐著的其他人都奔散躲避，就只有王惠像平時沒事一般慢慢才起身，雖然被雨水打濕了也不作改變。王惠兄長王鑒好歡聚斂錢財，大肆經營田產，王惠就不怎認同他，曾問他：「要田地做甚麼？」王鑒就怒道：「沒有田地怎會有食物吃！」王惠又說：「那麼吃東西又為了做甚麼？」

## 延伸阅读
[在维基数据编辑]
 《宋書·卷58》，出自沈约《宋书》
 《南史·卷23》，出自李延壽《南史》